# Etxepare Euskal Institutua
El Instituto Vasco Etxepare (en euskera: Etxepare Euskal Institutua) es un instituto dedicado a la lengua y cultura vasca. Es un ente público creado por el Gobierno Vasco en 2010. El Instituto debe su nombre a Bernat Etxepare, autor del primer libro en euskera, Linguae Vasconum Primitiae (1545). En aquel primer libro escrito en euskera se recoge la frase que define al Instituto: «Heuscara/Ialgi hadi mundura» (Euskera, sal al mundo). En la actualidad, el instituto ha renovado este eslogan: «Euskara. Kultura. Mundura» (Euskera. Cultura. Al mundo).
Su objetivo es promover y dar a conocer el euskera, la cultura y la creación vasca a nivel internacional, y a través de ellos, construir relaciones permanentes con otros países y culturas. Para ello fomenta actividades artísticas de calidad y la movilidad de creadores, artistas y profesionales culturales y sectoriales, así como la enseñanza del euskera y de la cultura vasca. Asimismo, promueve la colaboración con agentes internacionales en el ámbito cultural y académico. En todo ello trabaja estrechamente con las Delegaciones de Euskadi en el exterior.
Etxepare Euskal Institutua abrió sus puertas en la calle Prim de Donostia-San Sebastián el 29 de octubre de 2010. En septiembre de 2015 el Instituto se trasladó a su sede definitiva, sita en el edificio Tabakalera de la misma ciudad.
Irene Larraza es la Directora General del Instituto (relevando a Aizpea Goenaga y Miren Arzalluz); Garbiñe Iztueta, Directora de Promoción y Difusión del Euskera, e Imanol Otaegi, Director de Promoción y Difusión de la Cultura Vasca..
Este organismo está impulsado por el Departamento de Educación, Política Lingüística y Cultura del Gobierno Vasco. Fue creado por la Ley 3/2007, de 20 de abril, de creación y regulación de Etxepare Euskal Institutua.

## Objetivos
El Instituto Vasco Etxepare es un organismo cuya misión es universalizar las expresiones más significativas de la cultura vasca. Sus objetivos principales son los siguientes:
- Favorecer y potenciar el reconocimiento internacional de la lengua vasca.
- Promover universalmente la enseñanza, el estudio y el uso del euskera.
- Impulsar la investigación relativa a la cultura vasca, especialmente en las universidades y organismos de investigación superior.
- Contribuir a despertar la curiosidad por la cultura vasca.
- Promover internacionalmente los proyectos culturales realizados en el País Vasco: impulsar las medidas y las acciones necesarias, fomentando y garantizando especialmente la oferta cultural creada en euskera.
- Trabajar conjuntamente con los creadores, agentes y productores vascos. Ofrecer nuevas posibilidades conforme a sus necesidades y abrir vías para llegar a los organismos y promotores culturales internacionales: los creadores son el activo; el Instituto el puente.

## Difusión del euskera
En la labor de dar a conocer el euskera, el Instituto Vasco Etxepare promueve espacios de interacción con otras lenguas y comunidades, y pone en marcha programas internaciones para el conocimiento y la investigación de la lengua y la cultura. En este trabajo se enmarcan la red de lectores de las universidades, las becas ofrecidas a los alumnos de dichos cursos, las cátedras de estudios vascos y la enseñanza enfocada a la formación de los profesores internacionales.
En total, el instituto cuenta con 36 lectorados repartidos por todo el mundo, así como 9 cátedras:
- Cátedra Bernardo Atxaga: City University of New York
- Cátedra Jon Bilbao: University of Nevada – Reno
- Cátedra Manuel de Irujo: University of Liverpool
- Cátedra Koldo Mitxelena: University of Chicago
- Cátedra Eduardo Chillida: Frankfurt Goethe Universität
- Cátedra Jean Haritschelhar: Université Bordeaux Montaigne
- Cátedra Eloise Garmendia Bieter: Boise State University
- Cátedra William A. Douglass: University of Massachusetts, Amherst
- Cátedra Amale Artetxe: Conicet

Además, participa en foros lingüísticos de primer nivel a nivel internacional y en otros eventos relacionados con la lengua para dar a conocer el euskera y su realidad a instituciones públicas y ciudadanos extranjeros.
El fomento de las traducciones es una de las principales líneas de trabajo del Instituto. Con este fin, ofrece anualmente subvenciones para la traducción de obras literarias vascas a lenguas extranjeras, así como gestionar el Premio de Traducción Etxepare - Laboral Kutxa a la mejor traducción del año.
En este sentido, también cuenta con trabajos trilingües publicados tanto en papel como en la red sobre la cultura vasca y la creación literaria.

## Difusión de la cultura vasca
En Etxepare Euskal Institutua el protagonismo lo tienen esos mismos creadores. El Instituto es un mediador para mostrar en el mundo el trabajo que se hace en el País Vasco, agrupando distintas voces en un único fin. Para cumplir con este objetivo tiene una estrecha relación con los creadores vascos y la industria cultural vasca,  para promover sus creaciones de la forma más adecuada y tender puentes cuando sea necesario.
El Instituto acude a ferias internacionales de primer nivel – educación, libros, audiovisuales, teatro, danza…- estableciendo como objetivo dar a conocer las producciones y creaciones vascas; organiza citas, fomenta relaciones entre distintos agentes y organiza actividades para dar a conocer nuestra cultura.
El Instituto asimismo edita publicaciones que sirven de ayuda en la difusión y la promoción: trabajos trilingües sobre nuestra cultura y catálogos sobre la creación cultural vasca de diversas disciplinas en colaboración con los creadores y los agentes.
Ciertamente uno de los ejes de Etxepare Euskal Institutua es la colaboración con otros agentes.  Firma convenios continuamente, con organizaciones y entidades para poner en marcha programas y actividades concretas. Realiza producciones y coproducciones en los espacios culturales estratégicos del mundo, sumando fuerzas con agentes locales. Colabora, asimismo, con varios festivales para que estos dediquen un espacio a la cultura vasca;  por ejemplo, la sección “Basque Window” que se ha creado en algunos festivales de América y Europa o nombrar a Euskadi país invitado en los festivales de música y teatro.
Gestiona además, subvenciones para la difusión de la lengua y de la cultura vasca en el exterior – en las modalidades de música, artes escénicas, literatura, artes plásticas y visuales-, ayudas para participar en ferias profesionales, subvenciones para la traducción literaria y bolsas de viaje ofrecidas a los autores vascos.
No obstante, Etxepare Euskal Institutua asume su deber como un viaje de ida y vuelta,  por este motivo su actividad no se limita a dar a conocer la cultura vasca. Su deseo es que las relaciones culturales sean bidireccionales, fomentando la relación con otras culturas. Siguiendo esta línea, ha creado junto a otros agentes, programas de residencia, para mejorar la prestación y la internacionalización de los artistas vascos. Además, pronto pondrá en marcha una iniciativa para traer a expertos de todo el mundo al País Vasco para que conozcan el trabajo de nuestros creadores de primera mano.